# 小行星32222
小行星32222（32222 Charlesvest）是一颗绕太阳运转的小行星，为主小行星带小行星。该小行星于2000年7月23日发现。

## 轨道参数
小行星32222的轨道半长轴为2.7876148 UA，离心率为0.068。